# Ferde Grofé
Ferde Grofé of Ferdinand Rudolph von Grofé (New York, 27 maart 1892 – Santa Monica (Californië), 3 april 1972) was een Amerikaans componist, arrangeur en dirigent die buiten zijn vaderland vooral bekend werd door zijn arrangement voor George Gershwins Rhapsody in Blue. Van zijn eigen composities is met name de Grand Canyon Suite veel uitgevoerd.

## Jeugd en opleiding
Grofé stamde uit een muzikale familie van Frans-Duitse afkomst . Zijn ouders emigreerden vanuit Duitsland naar de Verenigde Staten. Hoewel hij geboren werd in New York, groeide hij op in Los Angeles. Zijn vader Emil von Grofé werkte daar als zanger en acteur, zijn moeder Elsa Johanna Bierlich von Grofé was muziekdocente en celliste. Hoewel zijn ouders graag zagen dat de jonge Ferdinand rechten ging studeren, koos hij al jong voor de muziek. Op zijn veertiende verliet hij het ouderlijk huis en daarna verdiende hij de kost met verschillende baantjes. Zo was hij melkboer, vrachtrijder en hulpje in een boekbinderij. De muziek bleek zijn grote liefde. Als barpianist verdiende hij twee dollar per avond en daarnaast werkte hij als begeleider van zangers en instrumentalisten. Intussen leerde hij ook viool en altviool spelen. Van 1909-1919 was hij altviolist in de Los Angeles Symphony, een voorloper van het in 1919 opgerichte Los Angeles Philharmonic Orchestra. Hij oriënteerde zich daarnaast op de lichte muziek en werkte sinds 1914 als arrangeur voor het orkest van drummer Art Hickman (1886-1930). Hier ontwikkelde hij een techniek, waarbij hij het orkest splitste in aparte hout- en kopersecties en nieuwe tegenmelodieën aan de nummers toevoegde. Deze manier van arrangeren bleek een belangrijke ontwikkeling voor de bigband- en dansmuziek.

## Paul Whiteman
In 1917 stapte Grofé, die zich intussen Ferdie in plaats van Ferdinand was gaan noemen, over naar het orkest van Paul Whiteman. De mannen kenden elkaar van de Los Angeles Symphony, waarin Whiteman eveneens altviolist was. Aanvankelijk speelde Grofé piano in het orkest van Whiteman, maar hij ontpopte zich vooral als arrangeur. Tot 1932 was hij verantwoordelijk voor de belangrijkste arrangementen van het ensemble. Bekende door Grofé gearrangeerde nummers uit die periode waren  Whispering, The Japanese Sandman, en Three o’Clock in the Morning.
Whiteman speelde niet alleen dansmuziek, maar zag ook mogelijkheden om de jazz in de concertmuziek toe te passen. Grofé's klassieke ervaring kwam hem hierbij goed van pas. Zijn belangrijkste bijdrage in dit genre was de orkestratie van Rhapsody in Blue van George Gershwin in 1924. Grofé bewerkte het stuk aanvankelijk voor piano en bigband, maar maakte er later nog twee versies van, waaronder in 1942 een voor piano en symfonieorkest. Die versie is sindsdien de meest gespeelde.

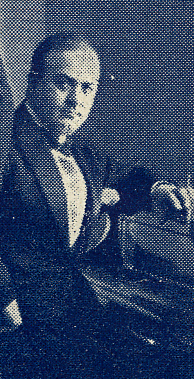
Ferde Grofé

Naast zijn arrangementen leverde Grofé ook eigen werken voor het orkest van Whiteman. In 1925 was Mississippi: A Journey in Tones (1925) een succes. Daarna volgden onder meer Metropolis: A Fantasy in Blue (1928), en zijn grootste succes werd Grand Canyon Suite (1931). Dit werk bracht hem landelijke en later ook internationale bekendheid als componist. De suite werd al in 1932 opgenomen door Paul Whitemans orkest. Ook grote dirigenten als Arturo Toscanini en Leonard Bernstein namen het stuk op hun repertoire en maakten er plaatopnamen van. 

## Op eigen benen
Nadat hij het orkest van Whiteman had verlaten, richtte Ferde, inmiddels zonder i, Grofé zich op dirigeren, componeren en arrangeren van en voor een door hemzelf gevormd orkest. Voor dit ensemble schreef hij grote suites in een stijl die aansloot bij die van de Grand Canyon Suite. De Hudson River Suite, (1955), Death Valley Suite (1957) en Niagara Falls Suite (1960). Dat laatste stuk was een opdrachtwerk voor een opening van een elektriciteitscentrale bij de beroemde watervallen. Bij die opening, in 1961, dirigeerde Grofé zijn compositie voor het Buffalo Symphony Orchestra.
Naast deze orkestsuites schreef Grofé filmmuziek, balletten, een pianoconcert en kamermuziek.
Tussen 1939 en 1942 was Grofé verbonden aan de vermaarde Juilliard School of Music. Hier doceerde hij orkestratietechniek.

## Lijst van composities
- Orkestwerken
  - Mississippi (A Tone Journey), 1926;
  - Metropolis: A Blue Fantasy, 1928;
  - Grand Canyon Suite, 1931;
  - Tabloid: Four Pictures of a Modern Newspaper, 1933;
  - Killarney (An Irish fantasy), 1934;
  - Hollywood ballet, 1935;
  - Rudy Valley Suite, 1935;
  - Symphony in Steel, 1935;
  - A Day on the Farm, 1936;
  - Kentucky Derby Suite, 1938;
  - Tin Pan Alley (The melodic Decades), 1938;
  - Going to Press, 1938;
  - Cafe Society, ballet, 1939;
  - Biography of an American, 1943;
  - Atlantic Crossing, 1950;
  - Lincoln's Gettysburg Address, 1954;
  - Hudson River Suite, 1956;
  - Death Valley Suite, 1957;
  - Valley of Enchantment, 1959;
  - Niagara Falls Suite, 1960;
  - Aviation Suite, 1960;
  - World's Fair Suite, 1963;
  - Hollywood Suite, 1965;
  - Virginia City, 1968

## Opnamen
Op het CD label Naxos zijn opnamen verschenen van zes van Grofé's suites waaronder de Hollywood Suite, de Death Valley Suite en de Grand Canyon Suite. Van dat laatste werk zijn talrijke opnamen gemaakt.
In 2002 zette het Metropole Orkest onder Jan Stulen de Tabloid Suite, de Grand Canyon Suite en het pianoconcert van George Gershwin (in een arrangement dat Grofé in 1928 maakte voor het jazzorkest van Paul Whiteman) op de plaat (Basta 30-9119-2).
Grofé's eerste orkestratie van de Rhapsody in Blue werd al in 1924 door het orkest van Paul Whiteman op de plaat gezet met de componist aan de piano (Victor 55225) en is ook op YouTube te vinden. 
- Biblioteca Nacional de España: XX896418
- Bibliothèque nationale de France: cb138947492 (data)
- CiNii: DA07549816
- Gemeinsame Normdatei: 134391616
- International Standard Name Identifier: 0000 0000 8159 1631
- Library of Congress Control Number: n83065664
- Nationale Bibliotheek van Letland: 000084769
- MusicBrainz: 524d91c8-2162-4a41-a88e-600fa87d8b32
- Bibliotheek van het Japanse parlement: 01065036
- Nationale Bibliotheek van Tsjechië: jn20000602544
- Nationale Bibliotheek van Israël: 987007459070005171
- Nederlandse Thesaurus van Auteursnamen: 07323804X
- Istituto Centrale per il Catalogo Unico: DDSV008466
- SNAC: w6dj5grm
- Système universitaire de documentation: 083048979
- Trove: 1137505
- Virtual International Authority File: 79166770
- WorldCat: E39PBJtmmTyw9Vxjcjrhy3ChHC